# Antoinette Hérault
Pour les articles homonymes, voir Hérault.
Antoinette Hérault est une artiste peintre française, née le 13 juillet 1642 à Paris où elle est morte le 7 août 1695, qui appartient à une famille de peintres, de marchands de tableaux et de graveurs.

## Biographie
Fille du peintre Antoine Hérault (vers 1600-1655) et de Madeleine Bruyant qui eurent douze enfants, Antoinette est la sœur aînée du peintre Charles-Antoine Hérault et la sœur cadette de la peintre Madeleine Hérault (1635-1682), qui épousa Noël Coypel. La jeune Antoinette apprend l'art de peindre dans l'atelier de son père.
En novembre 1665, elle épouse le graveur Guillaume Chasteau.
En 1680, elle reçoit la protection de Colbert et la commande d'une copie en miniature de La Famille de Darius de Charles Le Brun, travail payé 700 livres tournois, une somme importante à l'époque. 
Le 6 décembre 1686, elle épouse en secondes noces le peintre-graveur Jean-Baptiste Bonnart, de douze ans son cadet, ancien collaborateur de son défunt mari Guillaume Chasteau. Après la mort d'Antoinette, Bonnart, criblé de dettes, fut contraint de vendre une partie de ses biens précieux,.

## Œuvre
La production d'Antoinette Hérault comprend des peintures à caractère religieux dont certaines destinées à des églises, et des scènes inspirées de la mythologie. Elle se spécialise également en miniatures, la plupart exécutées sur vélin à base d'aquarelle, et en cela, son travail serait plus proche de la technique de l'enluminure : la fragilité de cette technique explique la disparition d'une grande partie de cette production. Il est possible qu'elle travailla aux dessins préparatoires à la gravure dans les ateliers de ses deux époux, pour autant, Jean-Baptiste Bonnart aurait abandonné la gravure pour devenir l'assistant de son épouse sur ses travaux de miniature,,.

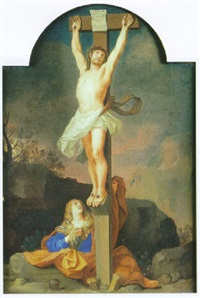
Madeleine au pied de la croix, retable non localisé.
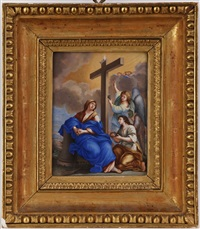
Présentation de la croix à sainte Hélène, œuvre non localisée.
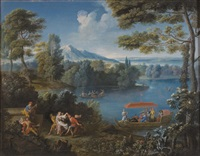
Débarquement à Cythère, œuvre non localisée.
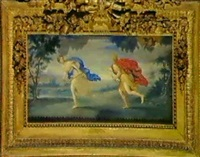
Pâris et Œnone, œuvre non localisée.